# Larinopoda tera
Larinopoda tera är en fjärilsart som beskrevs av William Chapman Hewitson 1873. Larinopoda tera ingår i släktet Larinopoda och familjen juvelvingar. Inga underarter finns listade i Catalogue of Life.